# Hjonu
A Hjonu koreai férfiutónév, az 1980-as és 90-es években, valamint a 2000-es években a 10 legnépszerűbb fiúnév között volt, 2008-ban 1943, 2009-ben pedig 1841 kisfiúnak adták ezt a nevet Dél-koreában.

## Híres Hjonuk
- I Hjonu, dél-koreai színész
- Im Hjonu, dél-koreai labdarúgó
- Kim Hjonu, dél-koreai színész
- Kim Hjonu, dél-koreai labdarúgó
- Kim Hjonu, dél-koreai birkózó